# Heinrich Vietheer
Heinrich Vietheer (* 27. Januar 1883 in Uetersen; † 1968) war ein deutscher Zeltmissionar und Begründer der Elim-Gemeinden.

## Leben
Vietheer ließ sich zum Prediger und „Zeltmissionar“ in der Gemeinschaftsbewegung ausbilden und schloss sich 1907 der damals gerade auftretenden Pfingstbewegung an. Nach dem Empfang der Geistestaufe zeigte sich bei ihm die Gabe der Zungenrede. Unter dem Einfluss von Jonathan Paul gründete er 1909 in Frankfurt am Main eine Pfingstgemeinde. 1910 wirkte er in Ulm. 1912 trennte er sich von der Pfingstbewegung, missionierte aber weiterhin im pfingstlerischen Sinne. 1914 predigte er in Reval und nach dem Ersten Weltkrieg in Berlin-Lichterfelde, wo er im Dienst des märkischen Bruderrates der Gemeinschaftsbewegung stand.
Im Frühjahr 1922 erwarb er ein Zelt mit etwa 1.200 Sitzplätzen und gründete die Zeltmission Berlin-Lichterfelde e. V. Ab Juni 1922 evangelisierte er im Einvernehmen mit der Deutschen Evangelischen Allianz in mehreren Städten Norddeutschlands. 1924 kam es in Hamburg zu einer Auseinandersetzung mit der dortigen Christlichen Gemeinschaft, worauf sich die Allianz von ihm distanzierte. So arbeitete Vietheer als freier Evangelist, vielfach im Auftrag der Methodisten. Er war zu dieser Zeit besonders in Sachsen tätig, unter anderem in Schönheide, Schneeberg, Aue, Zwickau und Bautzen.
Als es auch mit den Methodisten zum Bruch kam, entstand im Herbst 1926 im Anschluss an eine Mission Vietheers in Hamburg-Barmbek die erste selbstständige Elim-Gemeinde. Ihr Gründer war der neu erweckte Hans Dittert, während Vietheer weiterhin von Ort zu Ort zog. Ähnlich wie in Hamburg entstand 1926 die zweite Elim-Gemeinde in Dresden. Immer mehr Gemeinden entstanden jeweils dort, wo Vietheer evangelisierte.
Als Vietheer und Dittert sich 1930 in Lauter ansiedelten und 1932 dort eine Bibelschule gründeten, wurde dieser Ort zum Mittelpunkt der ganzen Elim-Arbeit. Sitz der Bewegung war seit 1932 ein Brüderrat, dem unter anderem Vietheer und Dittert angehörten und der im Haus Elim in Lauter tagte. Nach einer Amerikareise Vietheers 1934/1935 kam es zu keinen Neugründungen mehr. Um ein Verbot der Bewegung durch die Nationalsozialisten zu vermeiden, erfolgte im April 1938 der Anschluss an den Bund der Baptistengemeinden in Deutschland. Vietheer wurde baptistischer Evangelist. Während des Zweiten Weltkrieges schied Vietheer während eines Ehekonflikts aus persönlichen Gründen aus diesem Dienst aus.